# مجارستان
مجارستان (مجاری: Magyarország) یا هنگری (فارسی افغانستان) کشوری در اروپای مرکزی و حوضهٔ پانونی است. مجارستان با مساحت ۹۳٬۰۳۰ کیلومتر مربع و جمعیتی در حدود ۹٫۷ میلیون نفر از کشورهای اتحادیهٔ اروپا است.
این کشور از شمال با اسلواکی، از شمال شرق با اوکراین، از شرق و جنوب شرق با رومانی، از جنوب با صربستان و کرواسی، از جنوب غرب با اسلوونی و در غرب با اتریش هم‌مرز است. زبان رسمی آن مجاری از خانوادهٔ فین‌واوگری، پرگویش‌ترین درمیان زبان‌های اورالی است. پایتخت و پرجمعیت‌ترین شهر این کشور بوداپست است و پس از آن به ترتیب شهرهای دبرتسن، سگد، میشکولتس، پچ و دْیور بزرگ‌ترین شهرهای کشور محسوب می‌شوند.
مرزهای کنونی مجارستان حدوداً با تعریف سال ۱۹۲۰ در پیمان صلح تریانون همخوانی دارد که به موجب آن ۷۱ درصد از خاک و ۵۸ درصد از جمعیت (شامل ۲۳ درصد از جمعیت مجار) کشور جدا شد. در بین دو جنگ، مجارستان با امید بازنگری در تعریف مرزهایش و با دوستی آلمان به نیروهای محور پیوست و بعد واردِ جنگ جهانی دوم شد که باعث تلفات و صدمات گسترده‌ای شد. در معاهدات صلح ۱۹۴۷ پاریس، مرزهای امروزی کشور تعریف شدند. پس از جنگ، مجارستان برای چهار دهه به یکی از کشورهای اقماری شوروی به‌نام جمهوری خلق مجارستان بدل شد. در جریان انقلاب ۱۹۵۶، مجارستان توجه جهانی پیدا کرد که به سرعت سرکوب شد. مجارستان از ۲۳ اکتبر ۱۹۸۹ با جمهوری پارلمانی دموکراتیک اداره می‌شود.
در قرن ۲۱ام مجارستان یک کشور با قدرت متوسط است. بر اساس برآورد صندوق بین‌المللی پول مجارستان از بین ۱۹۱ کشور، ۵۸امین قدرت اقتصادی جهان بر اساس تولید ناخالص داخلی به‌شمار می‌رود. به‌عنوان کشوری عضو سازمان همکاری و توسعهٔ اقتصادی نیز جزء کشورهای پردرآمد با استاندارد بالای زندگی است. مجارستان از سال ۲۰۰۴ عضو اتحادیه اروپاست و از سال ۲۰۰۷ در منطقهٔ شنگن قراردارد. همچنین مجارستان از اعضای: سازمان ملل متحد، ناتو، سازمان تجارت جهانی، بانک جهانی، بانک سرمایه‌گذاری زیربنایی آسیا، شورای اروپا، گروه ویشگراد و بسیاری دیگر است.
مجارستان با تاریخ و فرهنگ غنی آن شناخته می‌شود و مشارکت‌های گسترده‌ای در حوزه‌های هنر، موسیقی، ادبیات، علوم، فناوری و ورزش داشته است. بر اساس آمار سازمان جهانی گردشگری مجارستان یازدهمین کشور محبوب اروپاست و در سال ۲۰۱۷ تعداد گردشگرانی که از آنجا دیدن کردند، ۱۵٬۷۸۵٬۰۰۰ گزارش شده است. از جاذبه‌های گردشگری فراوان آن می‌توان به هِویز بزرگ‌ترین چشمه آب‌گرم جهان، بالاتون بزرگ‌ترین دریاچه اروپای مرکزی و پارک ملی هورتوبادْی بزرگ‌ترین مرتع اروپا که میراث ثبت‌شده در فهرست جهانی یونسکوست، نام برد.

## نام
نام رسمی کشور، Magyarország (ماجاراورساگ یا نزدیکتر به تلفظِ اصلی مادْیاراورساگ) به معنی سرزمینِ مجار است.
نام مجار در چندین منبع عربی و فارسی نام برده شده است. قدیمی‌ترین منبع در دسترس، الاءعلاق‌النفیسة نوشتهٔ ابن رسته به زبان عربی در حدود ۹۰۳ میلادی است که رونوشتی از کتاب المسالک و الممالک، نوشته جیهانی از پیشگامان جغرافیا است. این کتاب به جز بخش‌های کوتاهی در دسترس نیست و بخش مربوط به مجار که آن نیز رونوشتی از متن قدیمی‌تر و ناشناخته‌ای است. در متن ابن رسته، مجار زیر عنوان «المجغریة» ذکر شده است. تاریخ‌نگار و جغرافی‌دان ایرانی، گردیزی در کتاب زین الاخبار (تألیف در سالهای ‎۱۰۴۸–۱۰۵۲ میلادی) بخش مربوط را از عربی به فارسی ترجمه و خلاصه کرده است. در تصحیحِ حبیبی چند خط آغازین آن تحت عنوان مجغریان آمده است: «میان ولایت بلکارد ولایت اسکل که هم از بلکار است حد مجغریان است، و این مجغریان قسمی‌اند از ترکان و سالار آن با بیست هزار سوار، و این سالار را کِنده خوانند، و این نام ملک بزرگتر ایشان است، و آن سالار که شغلها خواند او را جله خوانند و مجغریان آن کنند که جله فرماید…».
طبق رایج‌ترین نظر احتمالاً نام مجار از نام یکی از قبایل کوچ نشین به نام مادْیِری (مجاری: magyeri)، تشکیل‌شده از دو بخش: مادْی و اِری است. سیلاب اول (مادْی) ریشه در زبان‌های اوگری به معنای مرد یا فرد (mäńć) دارد، مثلاً نام مانسی‌ها از ریشهٔ همین واژه است. سیلاب دوم (اِری) در واژهٔ شوهر (به مجاری: férj) بقا یافته که همریشه با فرزندِ پسر (به ماری: erge) و مرد جوان (به فنلاندی: yrkä) است.
نام کشور (به لاتین: هونگاریا) همچنین در بیشتر زبانها با «ه» آغاز می‌شود که به احتمال زیاد پیوند تاریخی با هونها دارد که پیش از آوارها در مجارستان ساکن بودند. باقی نام نیز از واژهٔ لاتین شدهٔ اونْگْرُی (به یونانی بیزانسی: Οὔγγροι) گرفته شده که خود وام‌گرفته از واژهٔ غز اُن-اُگور، به معنی ۱۰طایفهٔ اُگور است. اُگور نام مشترک طایفه‌هایی بود که به کنفدراسیون قبایل بلغار پیوستند و در بخشهای شرقی مجارستان پس از آوارها فرمانروایی کردند.

## تاریخ

### وطن‌گیری مجارها

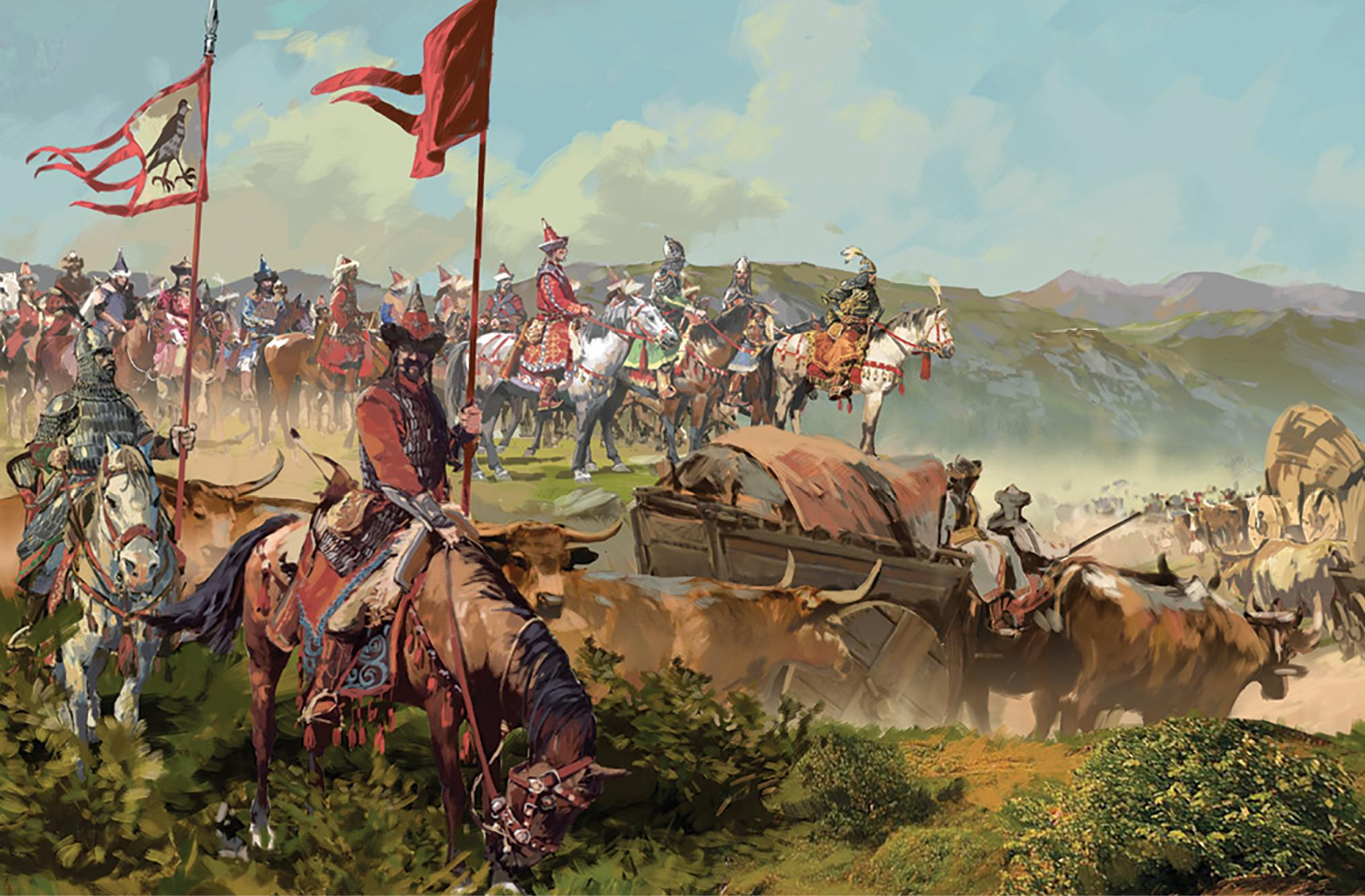
وطن‌گیری مجارها

تاریخ مهاجرت قوم مجار به جلگه دانوب دقیقاً مشخص نیست. این قوم به‌صورت قبایلی به‌تدریج از آسیا و نواحی غربی سیبری به این سرزمین آمده و پس از زدوخوردهای فراوان با دیگر قبایل برای تصاحب اراضی پربرکت سرانجام در جلگه دانوب بین نژادهای ژرمن و اسلاو حائل گردیده‌اند. این تاریخ را حدود سال ۸۹۶ می‌دانند، یعنی زمانی‌که قبایل مجار به رهبری آرپاد، حوضهٔ پانونی را تماماً یا به‌طور وسیعی تصرف کردند و امروز به‌نام «مجارستان» و «ترانسیلوانی» خوانده می‌شود.
حوضهٔ پانونی که از لحاظ جغرافیایی در مرکز اروپا واقع شده، محل سکونت بشر اولیه از دوران ماقبل تاریخ بوده است. سلتها در قرن ۱ بعد از میلاد توسط رومی‌ها مغلوب شدند. ایالات رومی پانونیا و داکیه که در زمان حکومت تیبریوس و تراژان به تصرف درآمده بودند، دربرگیرنده قسمتی از مجارستان امروزی بودند. در قرن پنجم میلادی اقوام هون به سرکردگی آتیلا، رومی‌ها را با جنگهای خونینی بیرون راندند. هون‌ها به رهبری آتیلا، آستروگوت‌ها ژپیدها و لونگوبارها و به‌دنبال آنها آوارها که از نژاد هون‌ها بودند برای زمان کوتاهی در این مکان سکنی گزیدند.
با انقراض امپراتوری آوار به‌دست شارل ماگن، تنها گروه‌های کوچکی از آوارها در درهٔ رود دانوب باقی‌ماندند. وضعیت اجتماعی و اقتصادی این مردمان تقریباً هم‌سطح مجارهای غالب بود و به‌همین علت باعث همزیستی و بعدها جذب شدن آن‌ها توسط مردم مجار می‌گردید.
در قرن دهم هفت قبیله فاتح مجار که با هم متحد بودند تحت رهبری آرپاد در حدود ۸۹۵ بر حوضهٔ پانونی چیره شدند. در ۹۷۲ گِزا به‌عنوان یکی از سران قبایل مجار به ریاست اتحادیه‌ای که از این قبایل به‌وجود آمده بود انتخاب شد و به اتفاق همسرش شارولت به آئین مسیحیت گروید و پس از وی فرزندش ایشتوان یکم در سال ۱۰۰۰ به‌عنوان نخستین پادشاه مجارستان تاج‌گذاری کرد. وی که در کودکی غسل تعمید داده شده بود بعد از تحکیم حکومت خود به‌عنوان اولین پادشاه مجارستان مسئله مسیحی کردن مجارها را رسمیت بخشید و به تأسیس صومعه و بنا نهادن کلیسا اقدام کرد. ایشتوان برای استقرار نظام پادشاهی و پی‌ریزی یک نظم اجتماعی پایدار کوشش‌های فراوانی نمود و مردم را مجبور کرد از آیین قدیمی به‌سمت مسیحیت بگروند.

### پادشاهی مجارستان

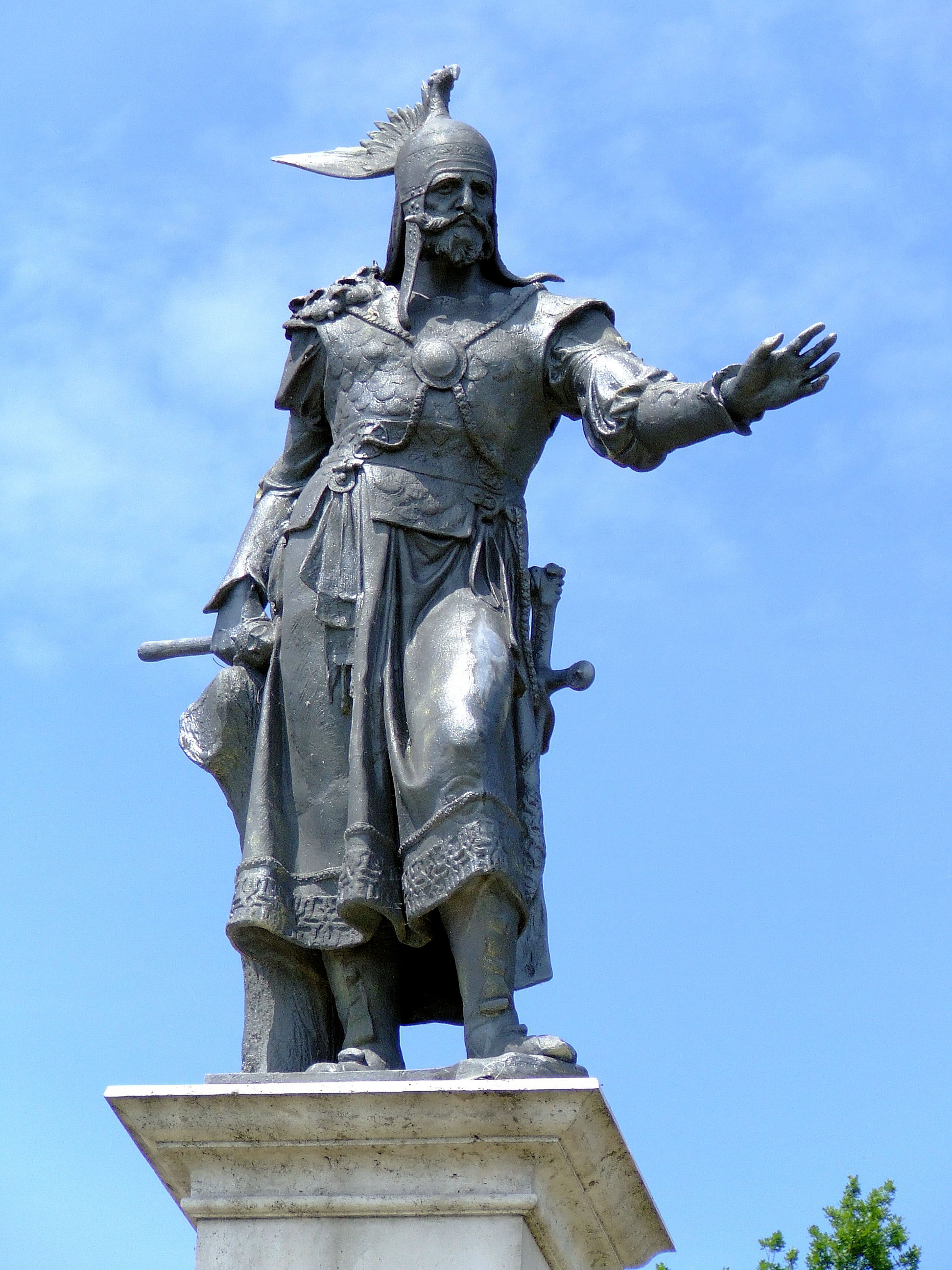
تندیسی از آرپاد، بنیان‌گذار دودمان پادشاهی مجارها.

در اواخر قرن ۱۱ کلیسا ایشتوان یکم را به خاطر خدمات وی به قدیس ملقب نمود. وی دو مجموعه عقاید برای اداره امور کشور تنظیم کرد. وی پادشاهی جنگجو بود. در جنگی که با کنراد امپراتور ژرمن نمود وی را شکست داد و تا نزدیکی وین پیشروی کرد، و به‌علت ثروت سرشار حاصل از جنگ دانوب، خطر همسایگان اعم از امپراتوری ژرمن و بیزانس وجود داشت. مجارها نخست با بیزانس از در دوستی درآمدند و پس از شکست ژرمن‌ها در سال ۱۱۰۸ که با غلبه بر سپاهیان هانری پنجم در پوترن به‌دست آمد از جانب ژرمن‌ها آسوده‌خاطر گشتند. در سال ۱۱۸۱ با استقرار بلغارها و تشکیل دولت بلغار مرز مشترک مجارستان و بیزانس از بین رفت و خطر دوم که متوجه مجارها بود منتفی گشت. در قرن ۱۲ قدرت حکومت مرکزی رو به زوال نهاد و با رشد فئودالیسم قدرت سیستم ملوک‌الطوایفی افزایش یافت. از زمان مرگ ایشتوان یک دوره ناامنی شروع شد که طی آن شورش نجیب‌زادگان پیرو مذهب قدیمی پاگان، اصلاحات اجتماعی و مذهبی پادشاه را به مخاطره انداخت. در هر حال این شورش فرونشانده شد و حملات آلمان‌ها از غرب و کومان‌ها از شرق سرکوب گردید.

طی سده‌های یازدهم و دوازدهم پادشاهان دودمان آرپاد مجارستان را یک‌پارچه نگه داشته و در مقابل سیاست‌های توسعه‌طلبانه امپراتوری مقدس روم، قسطنطنیه و پاپ در رم مبارزه نمودند. سرانجام پیشرفت نسبتاً صلح‌آمیز مجارها در قرون وسطی با حمله مغول‌ها به رهبری باتوخان (۴۴–۱۲۴۱) دچار وقفه شد و ارتش بلای چهارم به‌سختی توسط مغول‌ها تارومار شد. 

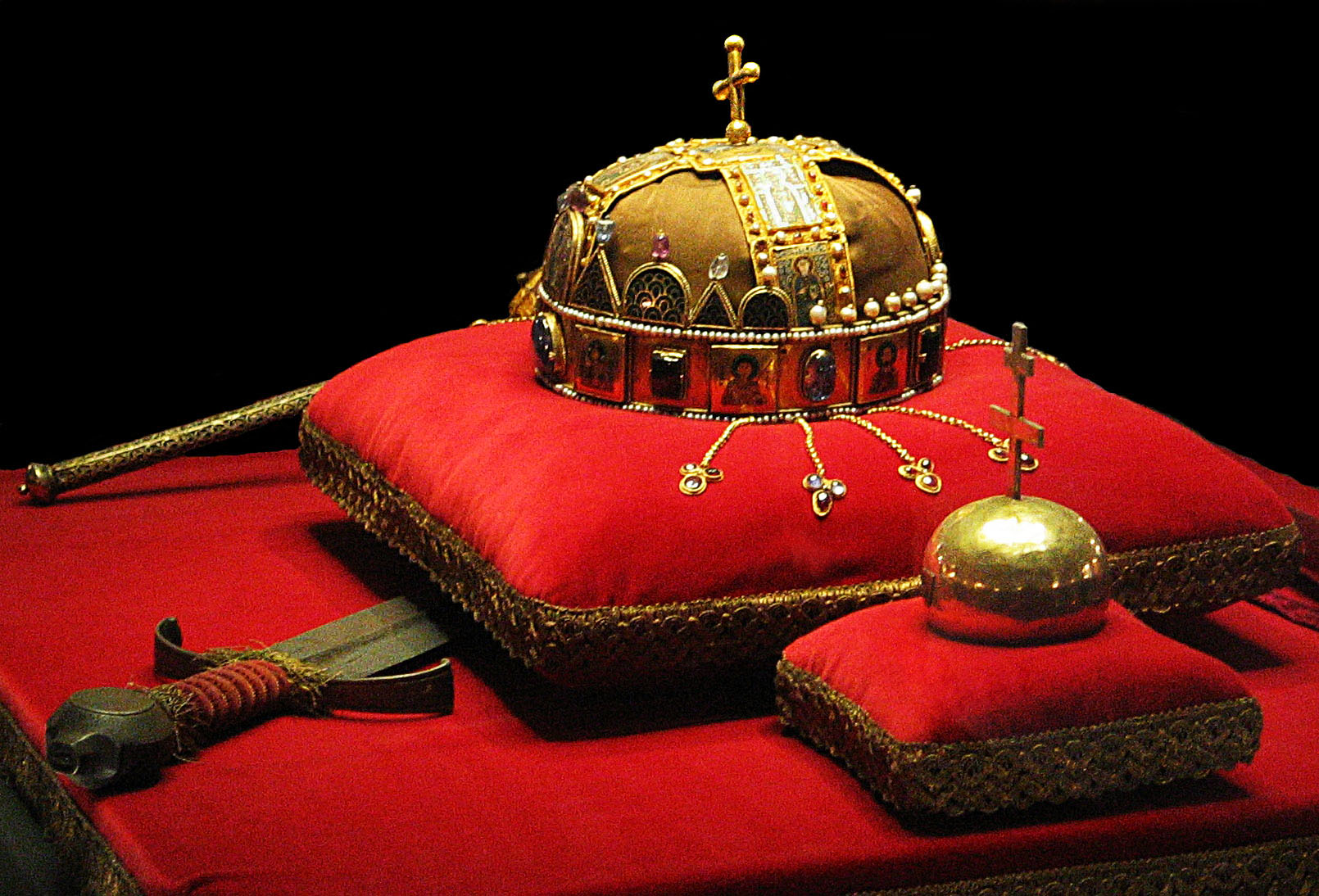
شمشیر و تاج مقدس مجارستان

اوج شکوه و عظمت مجارستان در قرون وسطی روزگار سلطنت لایوش یکم (۸۲–۱۳۴۲) بود؛ زیرا نفوذش تا دریای بالتیک، دریای سیاه، دریای مدیترانه می‌رسید. جنگ با ترک‌ها در سال ۱۳۸۹ صورت گرفت و ترک‌ها تا دریای بالکان پیش رفتند و مدت‌های دراز مجارستان در چنگال ترکان عثمانی و قسمتی از خاک مجارستان زیر فرمان هابسبورگ گرفتار بود.
این سیاست حفظ قدرت مرکزی توسط ماتیاس کروینوس (۱۴۹۰–۱۴۵۸) که از پادشاهان بسیار محبوب و موفق بود دنبال گردید. با مهار کردن قدرت بارون‌ها و تشکیل یک ارتش قوی اجیر شده، وی امنیت و آسایش برای مردم شهر و روستا را به ارمغان آورد، در حالی‌که سیاست خارجی توسعه‌طلبانه وی موجب هراس بود. با این وجود دربار با شکوه و کتابخانه عظیم کوروینیانا برای وی در سرتاسر اروپا شهرت آفرید.

### مجارستان عثمانی

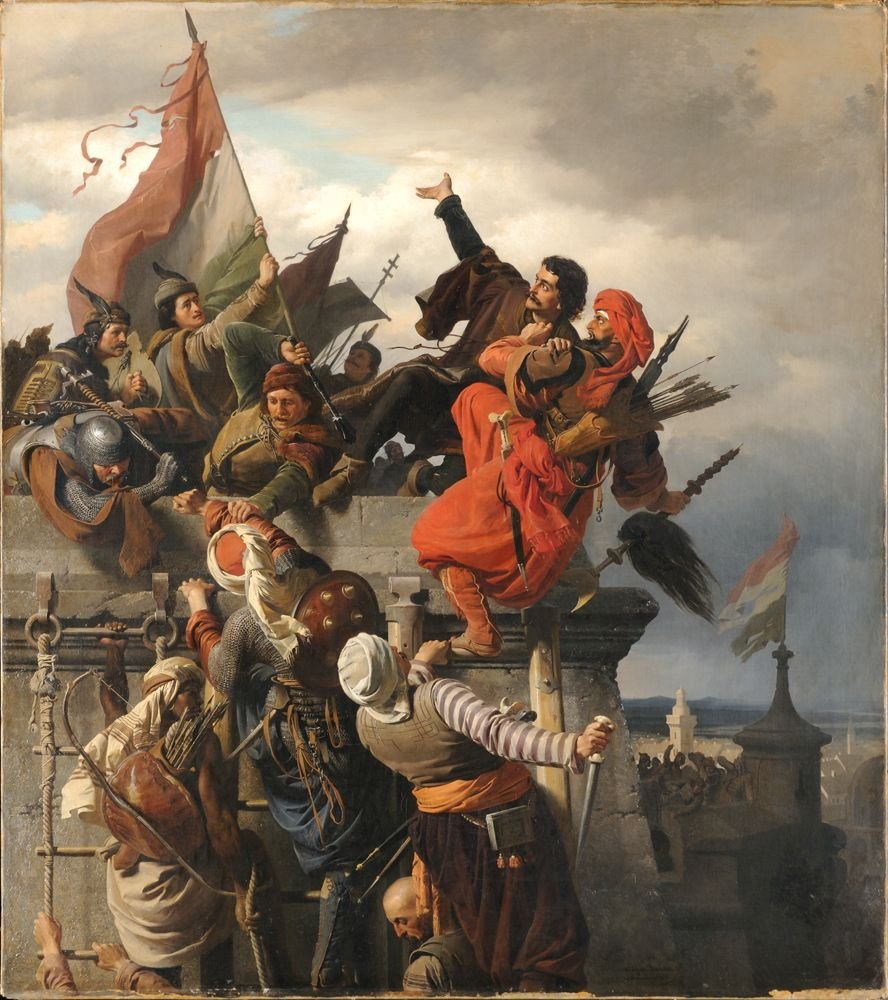
جنگ‌های امپراتوری عثمانی و مجارستان

پس از درگذشت ماتیاش که فرزندی نداشت، متنفذین اولاسلوی دوم را به دلیل تأثیر ضعیفش بر اشراف به پادشاهی رساندند. در این زمان نقش بین‌المللی مجارستان کاهش یافته، ثبات سیاسی‌اش متزلزل و پیشرفت اجتماعی آن نیز به بن‌بست رسید. پادشاه پیر با جنگ دهقانی بزرگی به رهبری جرج دوژا از ترانسیلوانی در سال ۱۵۱۴ مواجه شد که با نبردهای خونینی به رهبری یانوش یکم فرو پاشید. در این شرایط تهدید ترک‌ها برای اشغال کشوری که به‌دلیل اختلافات داخلی از هم پاشیده شده بود یک خطر جدی به‌شمار می‌آمد. در سال ۱۵۲۶ ارتش بزرگ سلطان سلیمان قانونی قوای شاه جوان لایوش دوم را در نبرد موهاچ نابود کرد.

### پادشاهی هابسبورگ تا اتریش-مجارستان
پس از نبرد موهاچ، نواحی غربی و شمالی مجارستان حکومت هابسبورگ را پذیرفته و از اشغال عثمانی‌ها رهایی یافتند. در آخر قرن هفدهم و اوایل قرن هجده قیام‌های گسترده‌ای توسط کوروتس‌ها به رهبری ایمره تکلی و فرنتس راکوتسی بر ضد حکومت هابسبورگ بعضاً با همکاری عثمانی شکل گرفت که شکست خورد ولی به استقلال و بقای پادشاهی مجارستان در طولانی‌مدت کمک کرد. جنگ مجارها و عثمانی‌ها سرانجام با انعقاد پیمان کارلویتس در سال ۱۶۹۹ پایان یافت.
در ۱۵ مارس ۱۸۴۸، تظاهرات گسترده‌ای در پشت و بودا اصلاح‌طلبان مجار را قادر ساخت تا اصول دوازده‌گانه‌ای را به امپراتور ارائه دهند. تظاهرات و جنگ استقلال به رهبری لایوش کشوت و اولین نخست‌وزیر، لایوش باتیانی تا ۱۸۴۹ ادامه یافت و اگرچه در ابتدا به پیروزی‌هایی رسید ولی در نهایت منجر به شکست شد. در سال ۱۸۶۷ میلادی حکومت‌های اتریش و مجارستان باهم متحد و سپس ادغام شده و دولت اتریش-مجارستان را شکل دادند. این پادشاهی دوتایی در طی جنگ جهانی اول توسط قدرت‌های مرکزی اروپا از هم گسسته شد.

### بین دو جنگ جهانی

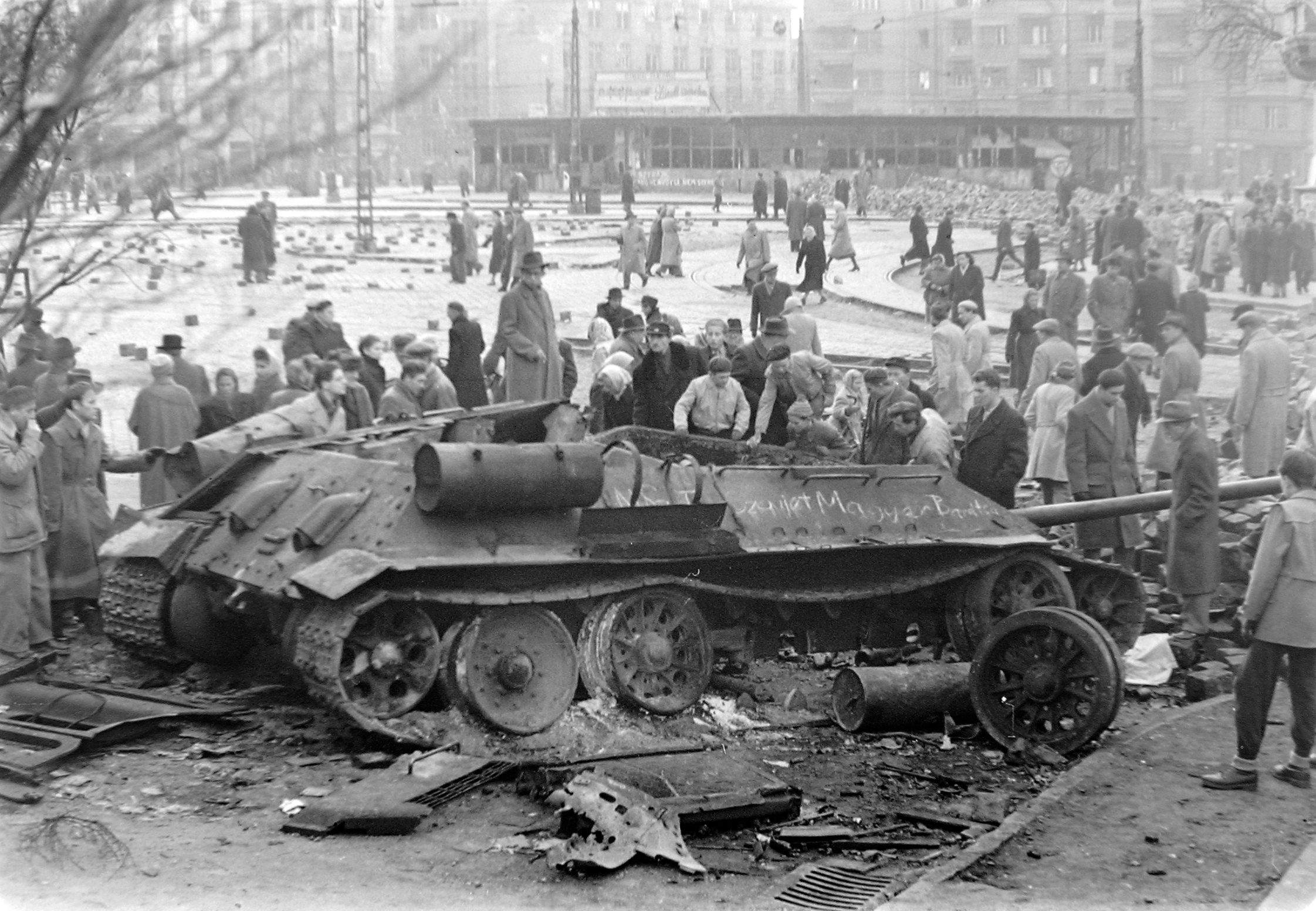
تانک نابودشده شوروی در مجارستان - ۱۹۵۶

پس از انقلاب گل مروارید، نظام جمهوری کوتاه مدتی به رهبری میهای کارویی در سال ۱۹۱۸ در مجارستان بر سر کار آمد. در ۴ اوت ۱۹۱۹ بلا کون توانست حکومتی کمونیستی را برای ۱۳۳ روز پایه‌گذاری کند. کمونیست‌ها توسط نیروهای خارجی شکست خوردند و کشور توسط نیروهای رومانی اشغال شد. پس از ترک رومانی، میکلوش هورتی با یک ارتش ملی بوداپست را به تصرف درآورد، فاتحان بوداپست در ۴ ژوئن۱۹۲۰ معاهده‌ای تحت عنوان پیمان تریانون را به امضا رساندند که به موجب آن تقریباً یک سوم قلمرو قدیمی پادشاهی مجارستان و تقریباً یک سوم جمعیت به کشورهای همسایه تعلق پیدا کرد. در جنگ جهانی دوم، ارتش مجارستان با امید بازنگری در تعریف مرزهایش به نیروهای محور پیوست. بعد از شکست سختی در کنار رودخانه دُن دولت هورتی مذاکراتی برای تسلیم به نیروهای متفقین انجام‌داد. در نتیجه این سیاست دوگانه ارتش آلمان در ۱۹ مارس ۱۹۴۴، مجارستان را اشغال، هورتی را ساقط و یک دولت دست‌نشاندهٔ نازی را با ریاست فرنتس سالاشی از حزب صلیب پیکان جایگزین کرد. با شکست آلمان‌ها در جنگ جهانی دوم، رژیم دست‌نشاندهٔ آن‌ها در مجارستان نیز توسط ارتش سرخ شوروی از قدرت ساقط شد. به موجب معاهده صلح پاریس مصوب ۱۰ فوریه ۱۹۴۷، «مجارستان می‌بایست از کلیهٔ قلمرو خود که در جریان جنگ جهانی دوم به دست آورده بود صرف نظر می‌کرد، همچنین به پرداخت ۳۰۰ میلیون دلار غرامت به شوروی، چکسلواکی و یوگسلاوی محکوم شد». 

### کمونیسم
در سال ۱۹۴۸ حزب کمونیست با پشتیبانی نیروهای شوروی در مجارستان قدرت را در دست گرفت، نظام جمهوری خلق در مجارستان تأسیس، صنعت ملی و زمین‌های کشاورزی اشتراکی و حکومت تک‌حزبی شد و در عین حال مخالفان توسط پلیس مخفی ترور می‌شدند. یکی از مهم‌ترین مخالفان حکومت کمونیستی، رهبر کلیسای کاتولیک مجارستان یوژف میندسنتی در سال ۱۹۴۸ به زندان افتاد، انقلاب ۱۹۵۶ توسط نیروهای شوروی سرکوب شد که در پی آن جمعیتی در حدود ۲۰۰٬۰۰۰ نفر به خارج از کشور گریخت. ایمره نادی رهبر انقلاب اعدام و میندسنتی به سفارت آمریکا پناهنده شدند و بازداشت‌ها و محکومیت‌ها تا ماه‌ها ادامه پیدا کرد. پس از شکست انقلاب در ۱۹۵۶ یانوش کادار قدرت را تا ۱۹۸۸ در دست گرفت.

### فروپاشی کمونیسم
در اواخر حکومت شوروی و پیش از فروپاشی، حکومت وابسته به آن در مجارستان، آزادی‌های سیاسی بیشتری به احزاب مخالف داد و سرانجام در سال ۱۹۸۹ حکومت کمونیستی مجارستان فروپاشید. پس از آن در اکتبر ۱۹۸۹ قانون اساسی اصلاح شد و یک نظام چندحزبی در مجارستان روی کار آمد. آخرین نیروهای شوروی در ژوئن ۱۹۹۱، مجارستان را ترک کردند و به ۴۷ سال حضور نظامی در مجارستان پایان دادند.

## جغرافیا

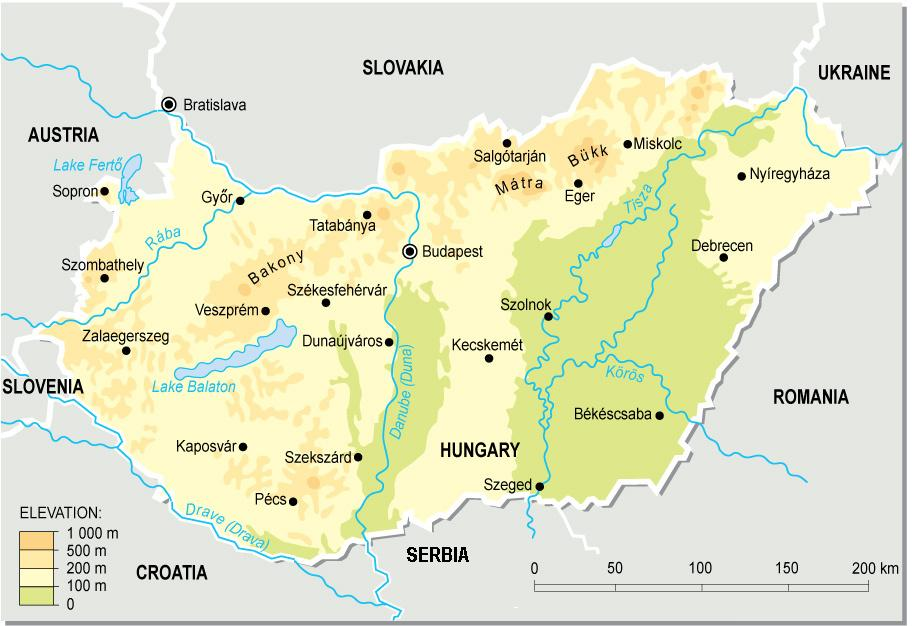
نقشه توپوگرافی مجارستان.

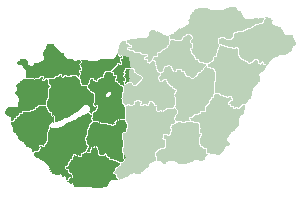
فرادانوب (ترانسدانوبیا)

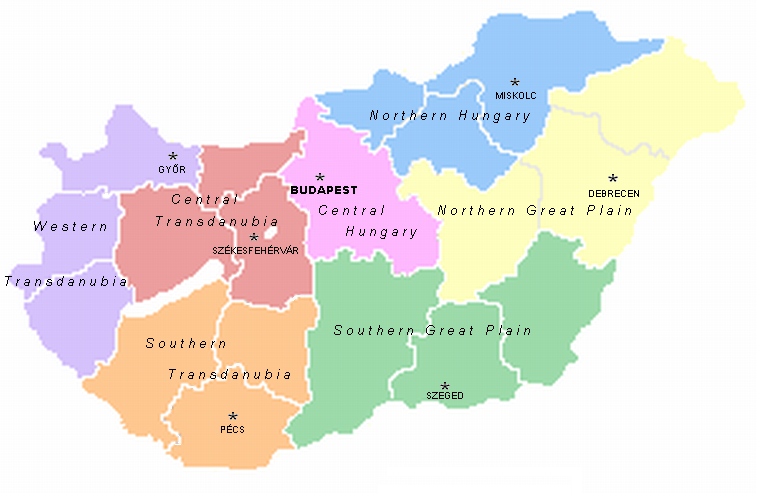
شهرستان‌های مجارستان

جغرافیای مجارستان به صورت سنتی با دو رودخانهٔ اصلیِ آن یعنی دانوب و تیسا تعریف می‌شود که کشور را به سه بخش تقسیم می‌کند: فرادانوب، فراتیسا و میان‌دانوب–تیسا.

### فرادانوب
دانوب سر حد امپراتوری روم بوده است و از این جهت ترانسدانوبیا، تقسیم‌بندی‌ای قدیمی محسوب می‌شود. حرکت دانوب از شمال به جنوب و از میانهٔ مجارستان کنونی است به نحوی که کل کشور در حوضهٔ آبریز آن قرار می‌گیرد. فرادانوب گسترهٔ غربیِ کشور را از مرکز تا مرز اتریش و با زمینی تپه‌ای و کوه‌های کوتاه دربردارد. فرادانوب مشتمل است بر: ادامهٔ شرقیِ کوه‌های آلپ و کوهپایه‌های آن در غرب مجارستان، کوه‌های فرادانوبی در مرکزِ فرادانوب، کوهای مِچک در بارانیا (شمال شهر پچ) و کوه‌های ویلانْی در جنوب. هِویز بزرگ‌ترین چشمه آب‌گرم جهان و بالاتون بزرگ‌ترین دریاچه اروپای مرکزی هر دو در فرادانوب قرار دارند.

### میان‌دانوب–تیسا و فراتیسا
ویژگی متمایز میان‌دانوب–تیسا و فراتیسا مسطح بودن آنهاست. دشت بزرگ مجارستان بخشی از هر دو ناحیه را پوشش می‌دهد. در شمالِ دشت بزرگ، کوهپایه‌های کارپات در مرز اسلواکی سر برافراشته‌اند.
بلندترین نقطه مجارستان کوه کِکِش با ۱٬۰۱۴ متر ارتفاع در این قسمت واقع شده است.

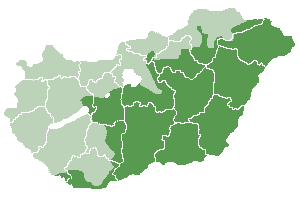
دشت بزرگ مجارستان، شامل بخشی از دو ناحیهٔ میان‌دانوب–تیسا و فراتیسا

### مجارستان در طبقه‌بندی‌های تخصصی
- به لحاظ جغرافیای گیاهی، در حوزهٔ اروپای مرکزی وابسته به گیاهان و جانوران شمالگان آمریکا، اروپا و آسیا است (به انگلیسی: Circumboreal Region).
- در سامانهٔ طبقه‌بندی اقلیمی کوپن در اقلیم قاره‌ای مرطوب جای گرفته است.
- برطبق صندوق جهانی طبیعت متعلق به بوم ناحیهٔ جنگلهای مختلط پانونیایی است.

## تقسیمات کشوری
مجارستان متشکل از ۱۹ شهرستان است و بوداپست مستقل و متعلق به هیچ شهرستانی نیست. شهرهای دبرتسن، سگد، میشکولتس، دْیور و پچ بزرگ‌ترین شهرهای کشور محسوب می‌شوند.

## سیاست

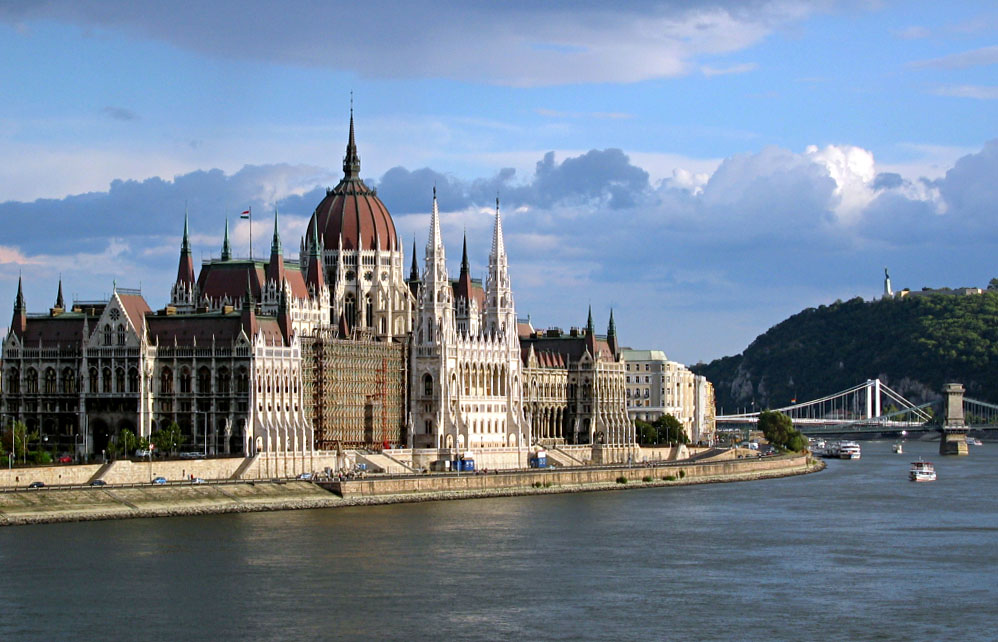
پارلمان مجارستان در بوداپست

رئیس‌جمهوری از بین اعضاء مجمع ملی برای یک دوره پنج ساله برگزیده می‌شود. مقام او تا حدود زیادی تشریفاتی است و اما به صورت اسمی وی فرمانده رئیس نیروهای مسلح و دارای قدرت‌های از جمله نامزدی برای نخست‌وزیری است که باید توسط اکثریت آرای اعضای پارلمان، بر پایه پیشنهاد ارائه شده توسط خود رئیس‌جمهوری انتخاب شود. در مجارستان رئیس‌جمهور و نخست‌وزیر توسط دو سوم آراء پارلمان تعیین می‌شود. در مه ۲۰۱۲ در پی کناره‌گیری پال اشمیت، رئیس‌جمهوری پیشین مجارستان به دلیل اتهام سرقت علمی در نگارش رساله دکترا، مجمع ملی مجارستان یانوش آدر را به عنوان رئیس‌جمهور انتخاب کرد. حزب مخالف دولت در پارلمان از شرکت در رای‌گیری خودداری ورزیده و گفت که انتخاب آقای آدر به این سمت باعث می‌شود تا حزب حاکم پایه‌های قدرت خود را محکم‌تر کند.
قانون اساسی جدید مجارستان از اول ژانویه ۲۰۱۲ سال جاری به اجرا گذاشته شده است؛ درحالی‌که اتحادیه اروپا هشدار داده بود که بخشی از محتوای آن شامل تغییر در موقعیت بانک مرکزی و ارتباط آن با دولت، ساختار قوه قضاییه و تشکیلات ناظر بر حفظ اطلاعات و حریم خصوصی شهروندان برای این اتحادیه قابل قبول نیست. اتحادیه اروپا علیه مجارستان به دلیل اصلاحاتی که در قانون اساسی این کشور صورت گرفته به دادگاه شکایت کرده است.
در انتخابات ماه مه ۲۰۱۴ پارلمان اروپا، در مجارستان حزب حاکم که به عنوان راستگرا و ضد خارجی شهرت دارد با بیش از ۵۰ درصد، اکثریت مطلق آرا را به خود اختصاص داده است.

## اقتصاد

سی‌بی‌ای شرکت خرده‌فروشی مجارستانی

معادن بوکسیت بسیار غنی در این کشور، شناسایی شده و به بهره‌برداری رسیده است. نیمی از صادرات مجارستان را ماشین آلات کشاورزی، ابزار مهندسی و غلات و ماشینهای صنعتی تشکیل می‌دهند.
در سال ۲۰۰۸ اقتصاد مجارستان زیر فشار بدهی شدید و کسری بودجه قرار داشت. ارزش پول مجارستان موسوم به فورینت، و شاخص اصلی معرف سهام در آن کشور، موسوم به بوکس، هم‌زمان با سیر نزولی بازارهای مالی جهان، تنزل کرد. در پی کاهش شدید ارزش پول ملی و فشار مضاعف بر اقتصاد، مقامات این کشور به سراغ صندوق بین‌المللی پول رفتند. بانک مرکزی مجارستان برای جذب دارایی‌های مردم به بانک‌ها، بهره عامل را به ۵/ ۱۱ درصد افزایش داد.

## مناسبات بازرگانی ایران و مجارستان
در ۱۳۳۱ پس از جنگ جهانی دوم یک موافقت‌نامه بازرگانی بین ایران و مجارستان منعقد شد که پایه مبادلات بین دو کشور در سال‌های بعدی قرار گرفت:
- ۱۳۴۴ - موافقت‌نامه دیگری منعقد شد که بر طبق آن حدوداً ده میلیون دلار اعتبار از سوی مجارستان برای خرید ماشین‌آلات صنعتی در اختیار ایران قرار می‌گرفت که از تمام آن اعتبار استفاده نشد.[۳۳]
- ۱۳۴۵ - قرارداد دیگری برای مدت سه سال با حجم مبادلات سالیانه حدود سی میلیون دلار امضاء شد ولی در عمل از میانگین ۴٫۵ میلیون دلار فراتر نرفت. صادرات ایران به مجارستان نیز از چهل رقم کالای پیش‌بینی شده فقط شامل اقلام: پنبه، پوست خام، فرش و چوب، کشباف و پارچه پنبه‌ای و مهم‌تر از همه نفت بود.[۳۳] صادرات نفت که از طریق کانال سوئز انجام می‌گرفت در این زمان به علت بسته بودن کانال به تعویق افتاد.[۳۴]
- ۱۳۴۷ - در ادامهٔ همکاری‌های اقتصادی و فنی، مجارستان اعتباری به میزان چهل میلیون دلار با بهره ۵٫۲ درصد در اختیار دولت ایران برای انجام پروژه‌های صنعتی، خرید ماشین‌آلات و تجهیزات و خدمات قرار می‌داد و در مقابل ایران به همان میزان نفت خام شرکت ملی نفت ایران را به مجارستان صادر می‌کرد.[۳۳]
- ‎۱۳۴۹–۱۳۵۰ روابط اقتصادی ایران و مجارستان وارد مرحله تازه‌ای شد و مذاکرات مفصلی بین هیئت‌های نمایندگی دو کشور صورت گرفت. از آن جمله می‌توان به ایجاد دو واحد کارخانه تولید قند خرما در خرمشهر با همکاری فنی کارشناسان مجارستان، ایجاد یک واحد بزرگ کشت و صنعت در دشت مغان و فروش کالاهای گوناگون از قبیل کفش و جوراب و تریکو و کشمش و پنبه به مجارستان اشاره کرد.[۳۳]
- در ‎دههٔ پنجاه تا پیش از انقلاب، افزایش شدید قیمت نفت، تقاضای روزافزون واردات را به همراه می‌آورد درحالی‌که ایران در سالهای ‎ ۱۳۵۴–۱۳۵۵با مشکل بزرگی از لحاظ حمل‌ونقل بین خرمشهر و تهران مواجه بود و با ابزارهای تحویل آن روز آمادهٔ پاسخگویی به نیازهای افزایش یافته نبود. مجارستان یکی از سه کشور پس از بلغارستان و رومانی بود که برای کنترل و مدیریت ترافیک داخلی ایران دعوت شد. همکاری شرکت هونگاروکامیون (مجاری: Hungarocamion Vállalat) که بعداً در شرکت حمل‌ونقل ایران-مجارستان (به اختصار آی ام تی) ادغام شد، رسماً پس از انقلاب متوقف شد.[۳۵]

از ۱۳۵۹ پس از جریان گروگان‌گیری در سفارت آمریکا و تحریم‌های اقتصادی، صدور نفت ایران به آمریکا نه به‌طور مستقیم که از طریق مجارستان ادامه پیدا کرد. یکی از چندین شرکت مجاری که در این معاملات حضور داشتند، شرکت واردات و صادرات نفت و مواد معدنی مینرال‌ایمپکس (مجاری: Mineralimpex) بوده که با از دست دادن ده سنت در ازای هر دلار، نفت ایران را به آمریکا صادر می‌کرده است. این ده درصد به حساب شخصی افراد در مجارستان و با اطلاع سران دولت وقت مجارستان و شوروی از طریق آمریکا واریز می‌شد و تا فروپاشی کمونیسم نیز ادامه پیدا کرد که صدمه زیادی بر پیکر اقتصاد مجارستان به نفع حساب‌های شخصی وارد آورد.

## مردم
جمعیت مجارستان بر پایه سرشماری ژانویه ۲۰۱۹ بالغ بر ۹٬۷۷۲٬۰۰۰ نفر است. ۸۸٪ جمعیت کشور از مجارها تشکیل شده و دیگر ساکنان این کشور رومانیایی‌ها، صربها، کروواتها، آلمانی‌ها، و کولیها هستند. مطالعات ژنتیکی نشان داده است که مجارها فقط ۱۳ درصد از ژن‌های اقوام اورالی را دارا هستند. ۷۰٪ مردم مسیحی کاتولیک و ۲۵٪ پروتستان هستند.

### اقوام ایرانی

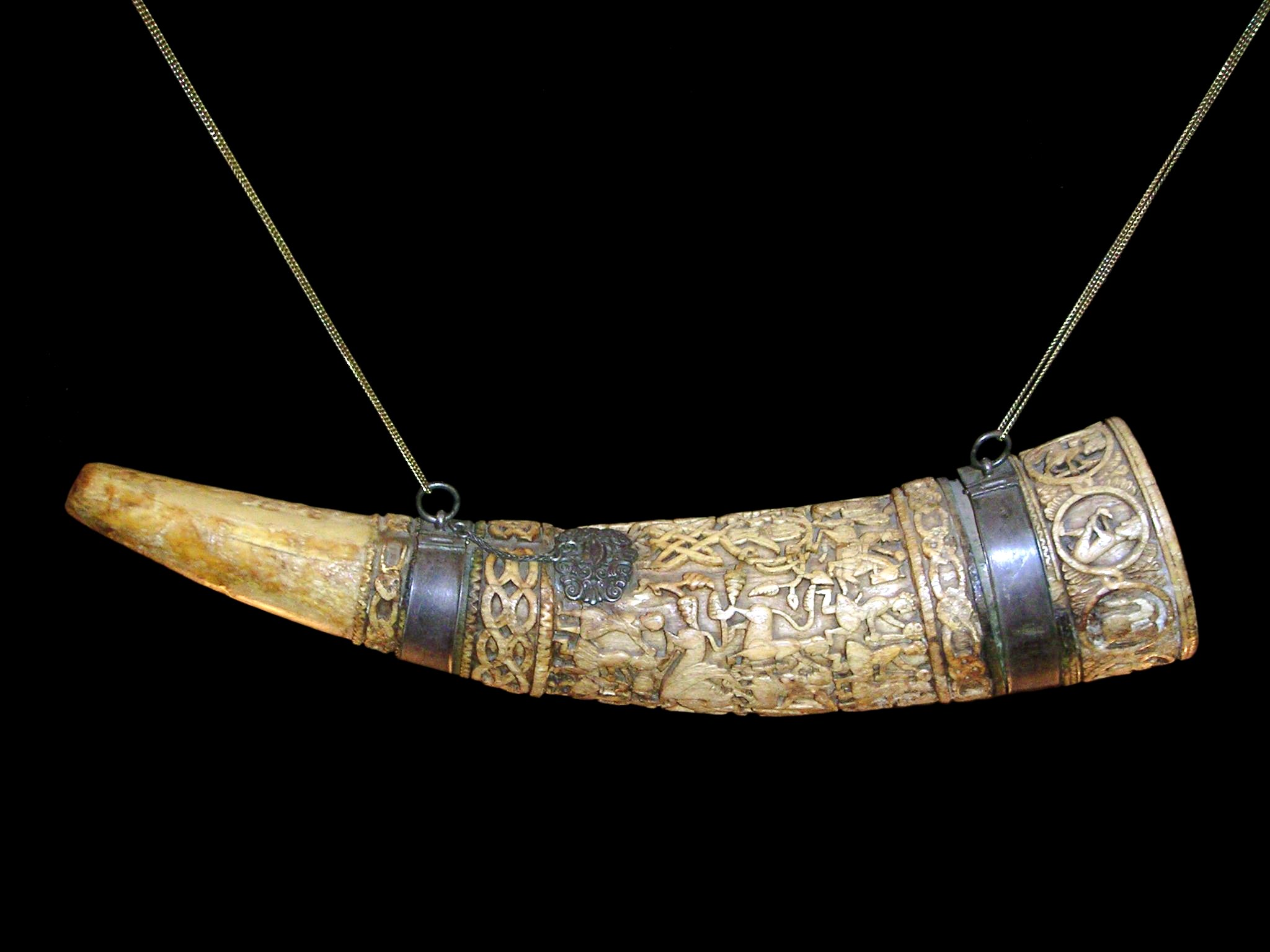
شیپور لِهِل

یاسی‌ها که از قدیم در شهرستان یاس-نادی‌کون-سولنوک پراکنده‌اند، از اقوام ایرانی عشایر سکا هستند که تا قرن سیزده پیوسته با کومان‌ها زندگی می‌کرده‌اند و در زمان بلای چهارم در پادشاهی مجارستان ساکن شدند. تنها نمونه از گویش یاسی یک واژه‌نامه یاسی-لاتین است که در سال ۱۹۵۷ در پشت یک سند قدیمی کشف شد، در ابتدا تصور می‌شد که متن آن مربوط به پچنگ‌ها است. این سند اکنون در سازمان اسناد ملی مجارستان نگاه‌داری می‌شود و شامل ۴۰ لغت مربوط به تعارفات و ضمائر ملکی است. ترک‌شناس مجار دیولا نِمِت با تحقیق و مطالعه آن را رمزگشایی کرده و به زبان آسی مربوط یافته است.
خواهرخواندگی دو شهر یزد و یاس‌برنی که رابطهٔ تاریخی مستقیمی با هم ندارند، اما ریشه‌های باستانی، مردمانش را به یکدیگر ارتباط می‌دهد و از طرفی تلفظ آنها نیز شبیه است در هشت آذر ۱۳۸۶ انجام شد. نماد شهر یاس‌برنی، شیپور لهل، در ۱۳۹۱ در میدان آزادی یزد رونمایی شد. نماد یزد یعنی بادگیر باغ دولت‌آباد نیز طی سفر هیئت شهرداری یزد در یاس‌برنی رونمایی شد.

## فرهنگ
مجارستان به علت گسترهٔ جغرافیایی متفاوت از فرادانوب در غرب تا دشت بزرگ مجارستان در مرز اوکراین در شرق و همچنین تاریخ پرفراز و نشیب دارای تنوع فرهنگی است. از صنایع دستی غنی آن می‌توان از گل‌دوزی، سفالگری و کنده‌کاری نام برد. موسیقی نیز از راپسودیهای فرنتس لیست تا موسیقی مدرن برگرفته از موسیقی فولکلور و کولی نیز دارای تنوع بسیار است. ادبیات و شعر در زبان مجاری بسیار حائز اهمیت است، اگرچه شعرا و نویسندگان زیادی در ایران و جهان شناخته‌شده نیستند، اما آثار شاندور مارائی، ایمره کِرتِس برندهٔ جایزه نوبل ادبیات، ایشتوان ارکنی و ماگدا سابو در ایران و دنیا ترجمه شده‌اند.

### زبان

قسمتی از اروپا که عمدهٔ مردم به زبان مجاری صحبت می‌کنند.

طبق آمار سال ۲۰۱۱، ۹٬۸۹۶٬۳۳۳ نفر از جمعیت مجارستان (معادل ۹۹٫۶٪ از جمعیت کشور) به زبان مجاری صحبت می‌کنند که از این بین ۹٬۸۲۷٬۸۷۵ نفر (معادل ۹۰٪) از این زبان به عنوان زبان اول استفاده می‌کنند و ۶۸٬۴۵۸ نفر زبان دومشان است.

## ارتش
ارتش مجارستان به دو شاخهٔ نیروی زمینی مجارستان و نیروی هوایی مجارستان تقسیم می‌شود. ارتش مجارستان در غالب برنامه آیساف تحت سرپرستی ناتو تا سال ۲۰۱۴ در افغانستان حضور داشتند.

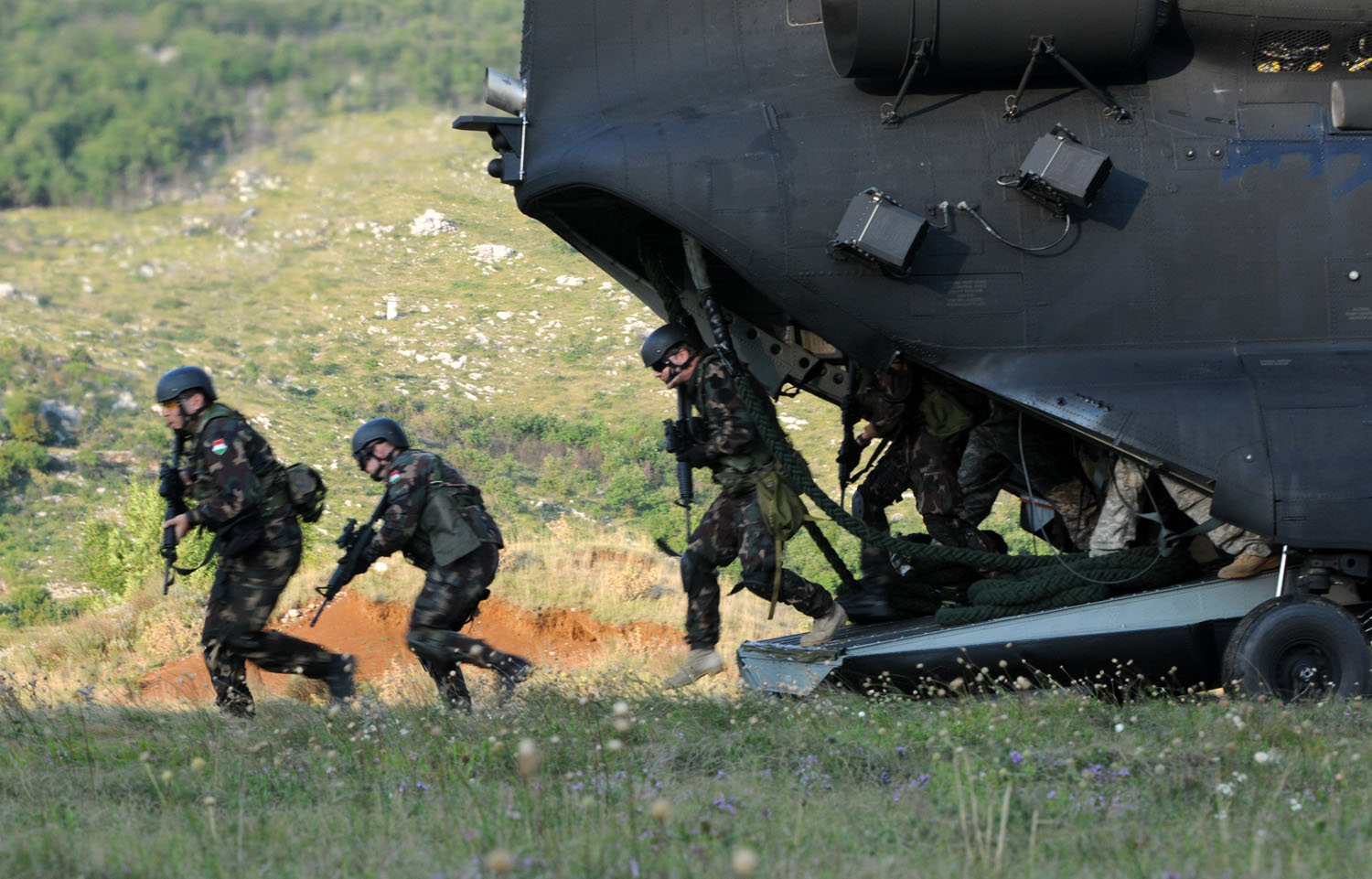
سربازان نیروی ویژه مجارستان (KMZ)
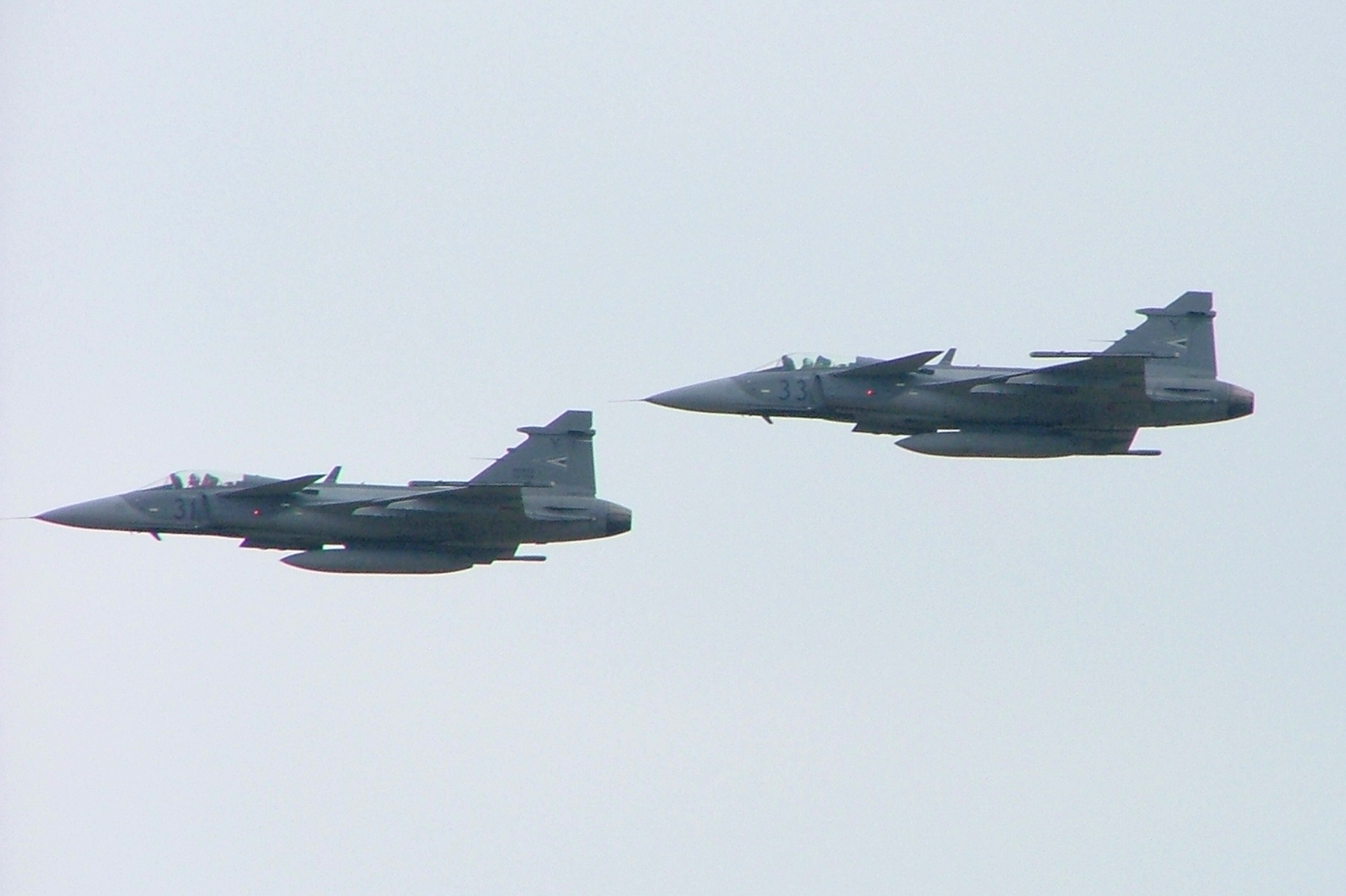
جنگنده‌های ساب ۳۹ گریپن مجارستان

## یادداشت
1. ↑  مجاری: Kende یا Kündü، نام کوچک مردان
2. ↑  مجاری: Gyula، دْیولا نام کوچک مردان